# Dodge Caliber
Dodge Caliber – samochód osobowy klasy kompaktowej produkowany pod amerykańską marką Dodge w latach 2006–2011.

## Historia i opis modelu

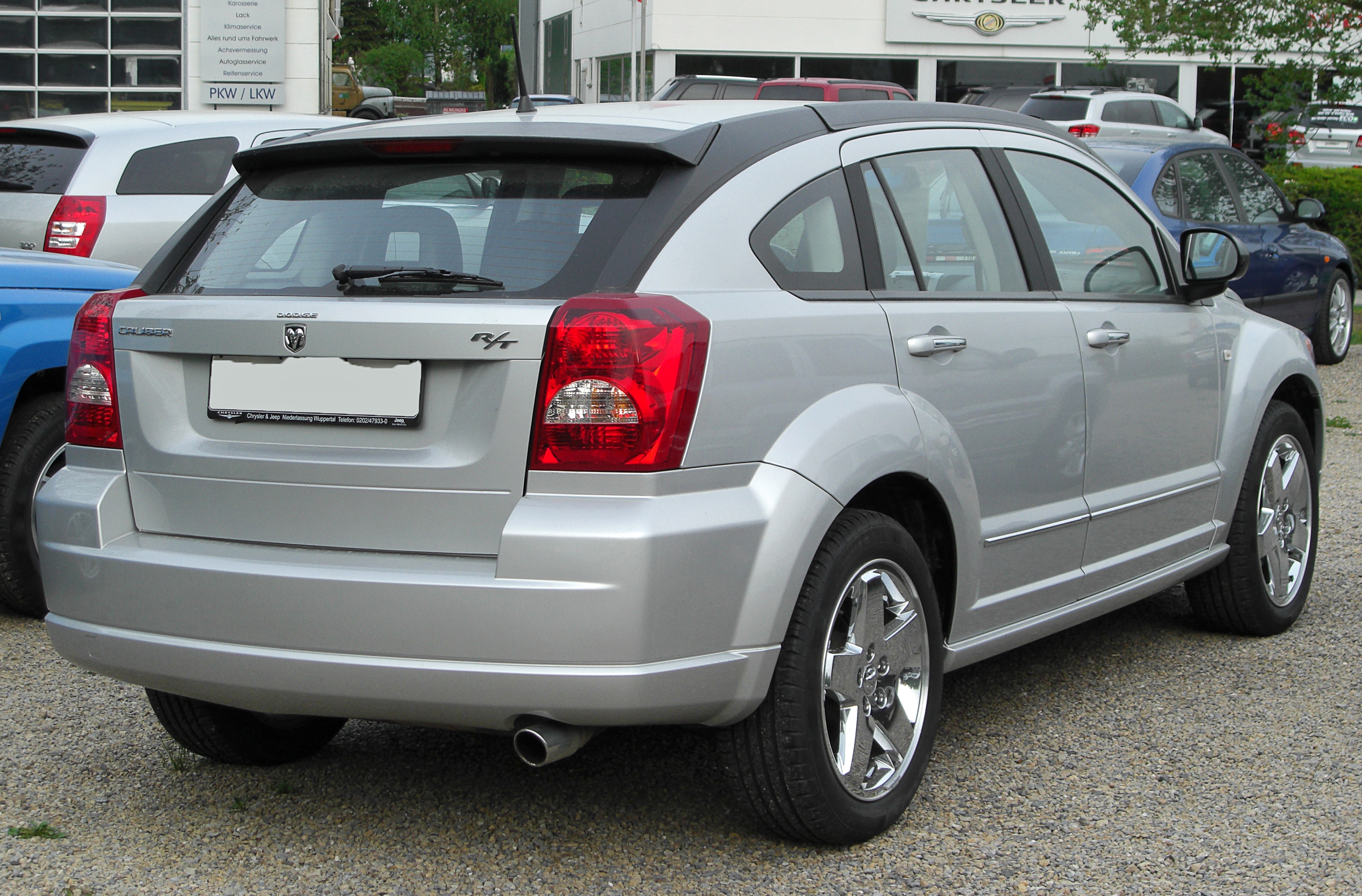
Dodge Caliber - tył

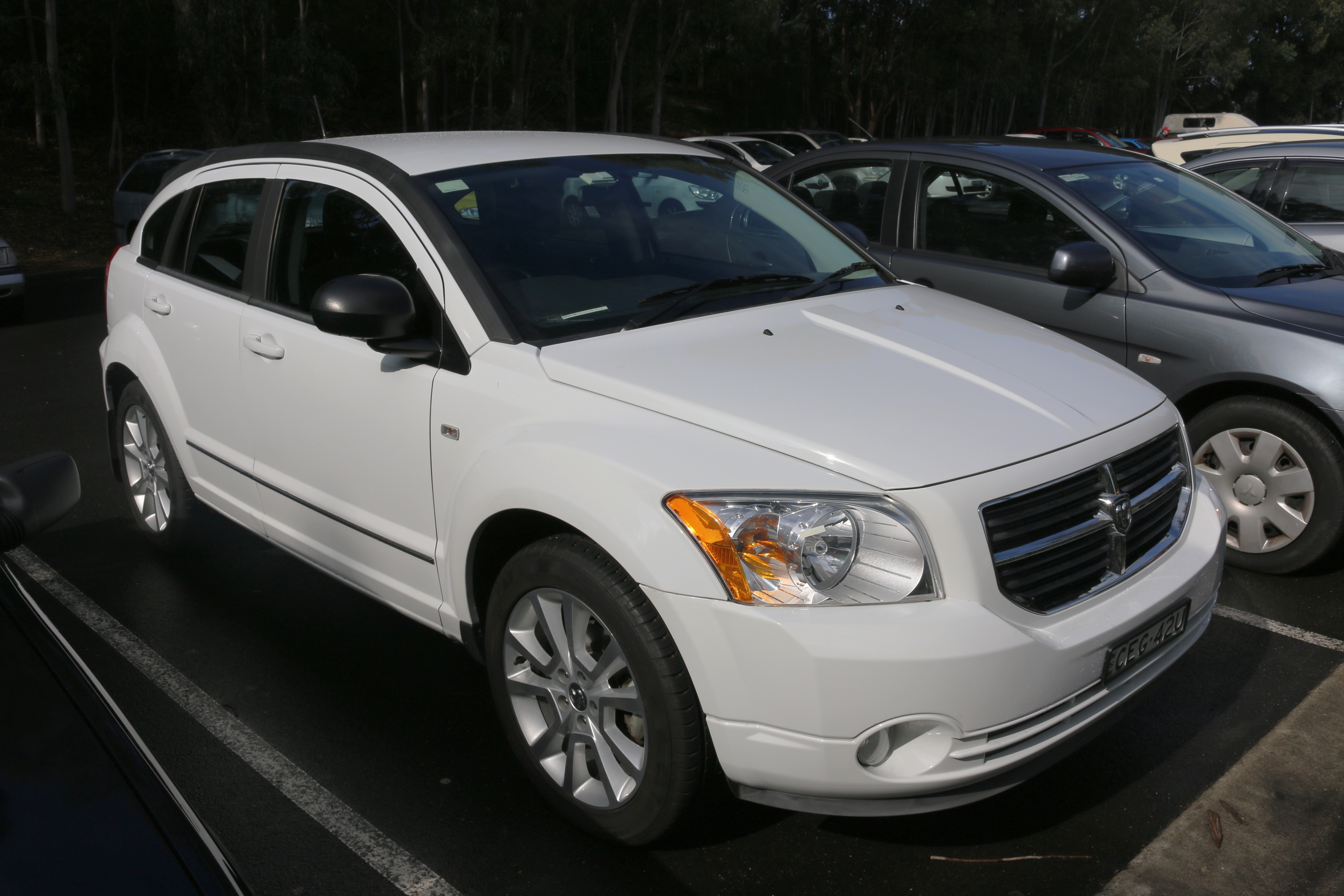
Dodge Caliber po liftingu

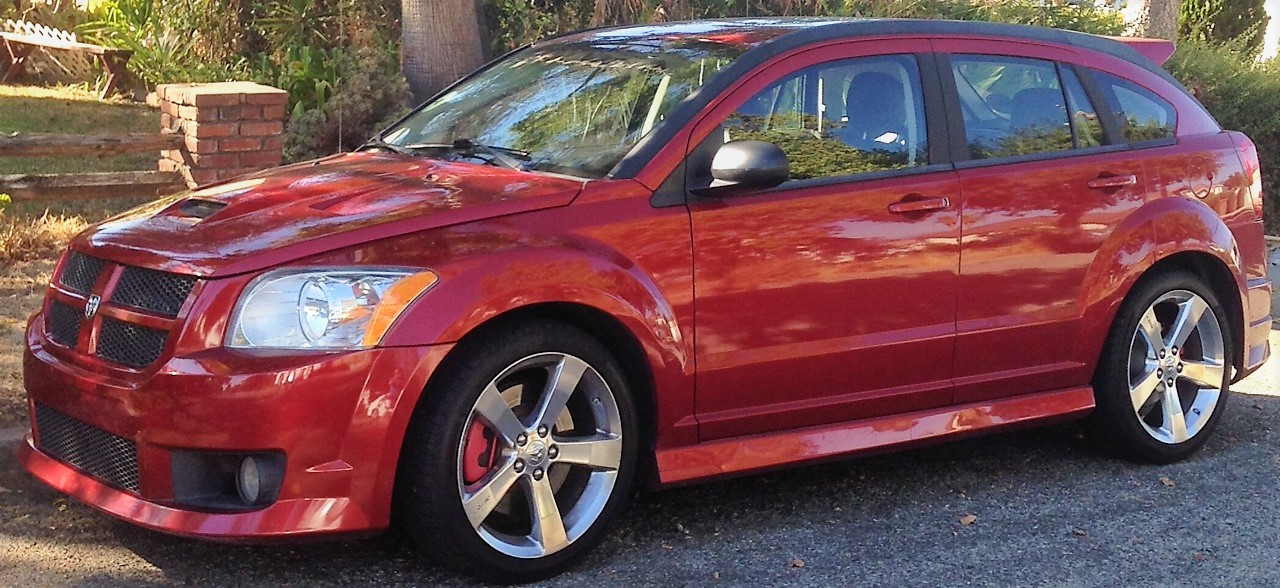
Dodge Caliber SRT-4

Premierę Dodge'a Calibera poprzedził debiut prototypu Dodge Caliber Concept podczas targów motoryzacyjnych w Genewie w 2005 roku, która była bliska ostatecznej formy nowego kompaktowego modelu. Wersja produkcyjna Calibera miała premierę w marcu 2006 roku, wyróżniając się charakterystycznymi, muskularnymi proporcjami nadwozia. Samochód zyskał wysoki prześwit, masywne nadkola i wysoko poprowadzoną linię okien. 
Przód dominowała duża atrapa chłodnicy z charakterystycznymi krzyżowymi poprzeczkami wykonanymi z imitacji chromu, a tył wyróżniały umieszczone w narożnikach nadkoli duże lampy. W dotychczasowej ofercie Dodge, Caliber zastąpił model Neon. Dodge Caliber został zbudowany na platformie PM/MK opracowanej we współpracy koncernu Chrysler i japońskiego Mitsubishi. Na tej architekturze opracowane zostały także m.in. Jeep Compass i Patriot. 
Caliber był pierwszym modelem Dodge o światowym zasięgu, dostępnym na każdym kontynencie pod taką samą nazwą. Pojazd dostępny był zarówno w Australii, jak i we wszystkich krajach Europy, w tym także w polskich salonach.

### Caliber SRT-4
W 2008 roku Dodge przedstawił sportową wersję Caliber SRT-4. Samochód otrzymał sportowe ogumienie, większe alufelgi, inne zderzaki, większą atrapę chłodnicy, wlot powietrza na masce, a także spojler. Pod maską znalazł się 295-konny benzynowy silnik SOHC o pojemności 2,4-litra.

### Lifting
Pod koniec 2009 roku samochód przeszedł modernizację. Nieznacznie zmodernizowany został kształt zderzaków, a także przestylizowano zderzaki i reflektory. Ponadto, pojawił się nowy projekt deski rozdzielczej z dwukolorową konsolą centralną, a także nowy silnik Diesla.

### Sprzedaż
Dodge Caliber trafił do produkcji w pierwszym kwartale 2006 roku, powstając nie tylko z myślą o lokalnym rynku amerykańskim, ale także i globalnych włącznie z europejskim. Po 5 i pół roku obecności rynkowej, Dodge Caliber został wycofany z produkcji pod koniec grudnia 2011 roku. Po zarzuceniu pierwotnego pomysłu kontynuacji tej linii modelowej w postaci drugiej generacji opracowanej wspólnie z Mitsubishi, następcą przejmującym rolę kompaktowego modelu Dodge'a został zbudowany już w ramach nowego koncernu FCA sedan Dart.

### Silniki
- R4 1.8 GEMA 148 KM
- R4 2.0 GEMA 158 KM
- R4 2.4 GEMA 173 KM
- R4 2.4 Turbo GEMA SRT-4 285 KM
- R4 2.0 Turbo Volkswagen Diesel 138 KM
- R4 2.0 Turbo Volkswagen Diesel 168 KM

## Następca

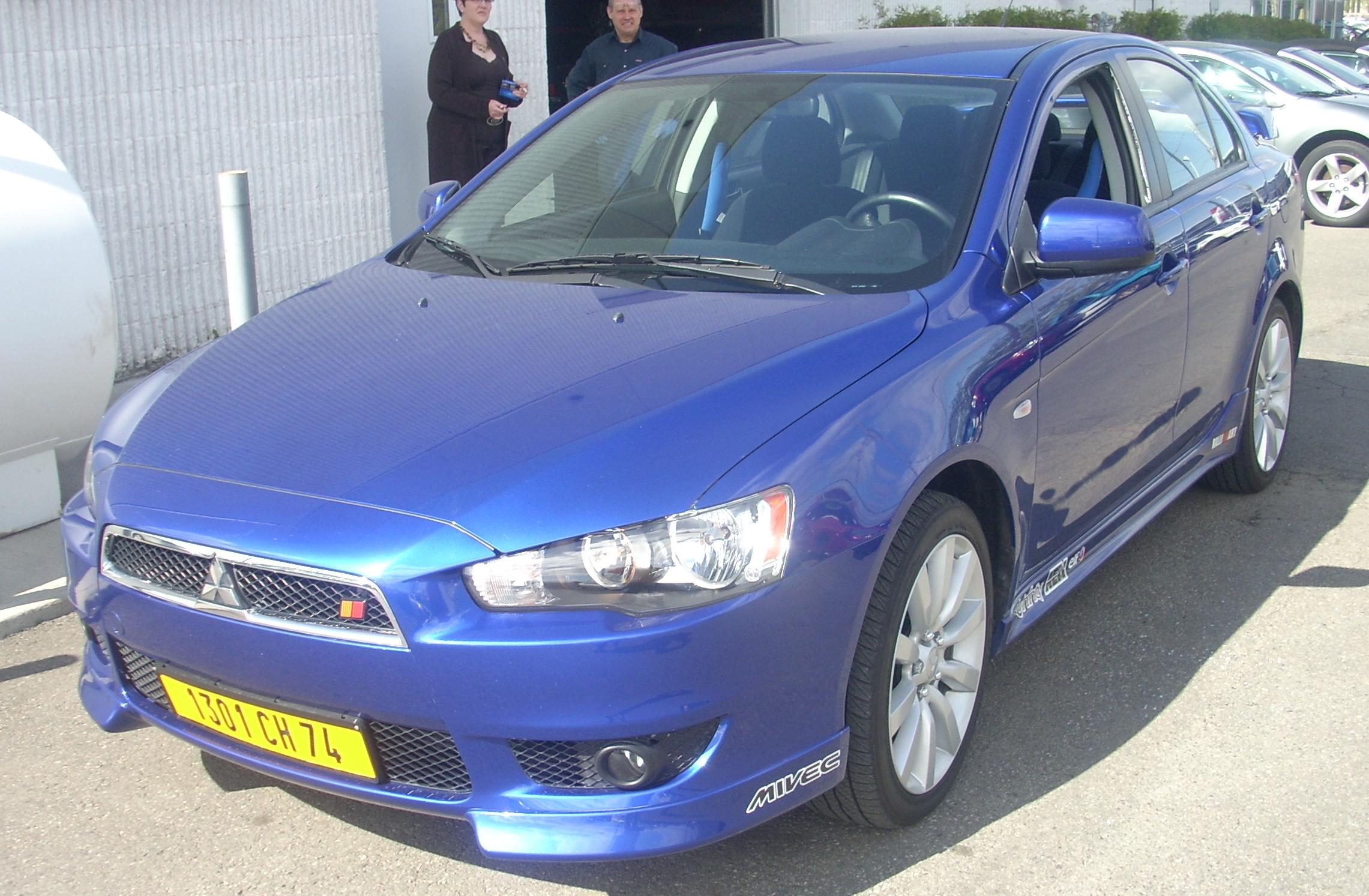
Dodge Caliber SXT - niedoszła druga generacja, będąca bliźniaczą wersją Mitsubishi Lancer Ralliart

Na przełomie pierwszej i drugiej dekady Dodge rozważał wprowadzenie do sprzedaży kolejnej, drugiej generacji Calibera, która tym razem miała być kolejnym wynikiem wieloletniej współpracy z japońskim Mitsubishi. Bliźniacza wersja dziewiątej generacji obecnego wówczas na rynku od 3 lat Lancera trafiłaby wówczas do równoległej sprzedaży wyróżniając się przeprojektowanym przednim zderzakiem z motywem krzyża oraz innymi emblematami producenta i modelu. W 2010 roku powstał co najmniej jeden przedprodukcyjny egzemplarz, który sfotografował wówczas ówczesny pracownik centrum rozwojowego Chryslera i Dodge'a. Po latach przechowywania zdjęć w prywatnym archiwum, człowiek ten ostatecznie opublikował je na portalu Reddit na początku 2022 roku. Projekt nigdy nie wykroczył poza fazę rozwojową, a ostatecznym następcą pierwszej generacji Calibera została nie kolejna, lecz zupełnie nowy model o innej nazwie - Dart.